# Bob ai XXI Giochi olimpici invernali
Le gare di Bob ai XXI Giochi olimpici invernali si sono svolte dal 20 al 27 febbraio 2010 a Whistler.

## Calendario
| Uomini | Bob a due | Bob a due |  |           |           |  | Bob a quattro | Bob a quattro | 2 |
| Donne  |           |           |  | Bob a due | Bob a due |  |               |               | 1 |
| Totale |           | 1         |  |           | 1         |  |               | 1             | 3 |

## Podi

### Uomini
| Evento                   | Oro                                                                    | Tempo   | Argento                                                         | Tempo   | Bronzo                                                          | Tempo   |
| Bob a due (dettagli)     | Germania André Lange Kevin Kuske                                       | 3'26.65 | Germania Thomas Florschütz Richard Adjei                        | 3'26.87 | Russia Aleksandr Zubkov Aleksej Voevoda                         | 3'27.51 |
| Bob a quattro (dettagli) | Stati Uniti Steven Holcomb Steve Mesler Curtis Tomasevicz Justin Olsen | 3'24.46 | Germania André Lange Kevin Kuske Alexander Rödiger Martin Putze | 3'24.84 | Canada Lyndon Rush David Bissett Lascelles Brown Chris le Bihan | 3'24.85 |

### Donne
| Evento               | Oro                                    | Tempo   | Argento                                 | Tempo   | Bronzo                            | Tempo   |
| Bob a due (dettagli) | Canada Kaillie Humphries Heather Moyse | 3'32.28 | Canada Helen Upperton Shelley-Ann Brown | 3'33.13 | Stati Uniti Erin Pac Elana Meyers | 3'33.40 |

## Medagliere
| Posizione | Paese       |   |   |   | Totale |
| --------- | ----------- | - | - | - | ------ |
| 1         | Germania    | 1 | 2 | 0 | 3      |
| 2         | Canada      | 1 | 1 | 1 | 3      |
| 3         | Stati Uniti | 1 | 0 | 1 | 2      |
| 4         | Russia      | 0 | 0 | 1 | 1      |
| Totale    | Totale      | 3 | 3 | 3 | 9      |